# 60 (getal)
60 (zestig) is het getal dat volgt op 59 en gevolgd wordt door 61.

## In de wiskunde
- Zestig is een harshadgetal.
- 60 is deelbaar door 1, 2, 3, 4, 5, 6, 10, 12, 15, 20, 30 wat het een hogelijk samengesteld getal maakt.
- Zestig is de som van een priemtweeling (29 + 31).
- Zestig is de basis van het Babylonische cijferstelsel. Hieraan is onder andere de indeling van de tijd ontleend. Een uur telt zestig minuten; iedere minuut telt zestig seconden.
- De hoeken van een gelijkzijdige driehoek zijn elk zestig graden.
- Een oude naam voor een 60-tal is schok. Het woord is afkomstig uit het Oudsaksisch en werd vooral gebruikt in de houthandel.

## Tijd
- Het getal 60 komt meermaals terug in de manier waarop tijd bijgehouden wordt: een minuut bestaat uit 60 seconden en een uur uit 60 minuten.

## Overig
60 is ook:
- Het jaar A.D. 60 en 1960.
- Het atoomnummer van het scheikundige element Neodymium (Nd).
- Het landnummer voor internationale telefoongesprekken naar Maleisië.